# 鷹巣町
鷹巣町（たかのすまち）は秋田県の北部に位置していた町である。現在の北秋田市北部一帯にあたる。
2005年3月22日、北秋田郡の森吉町・合川町・阿仁町と合併し北秋田市となり廃止された。

## 地理

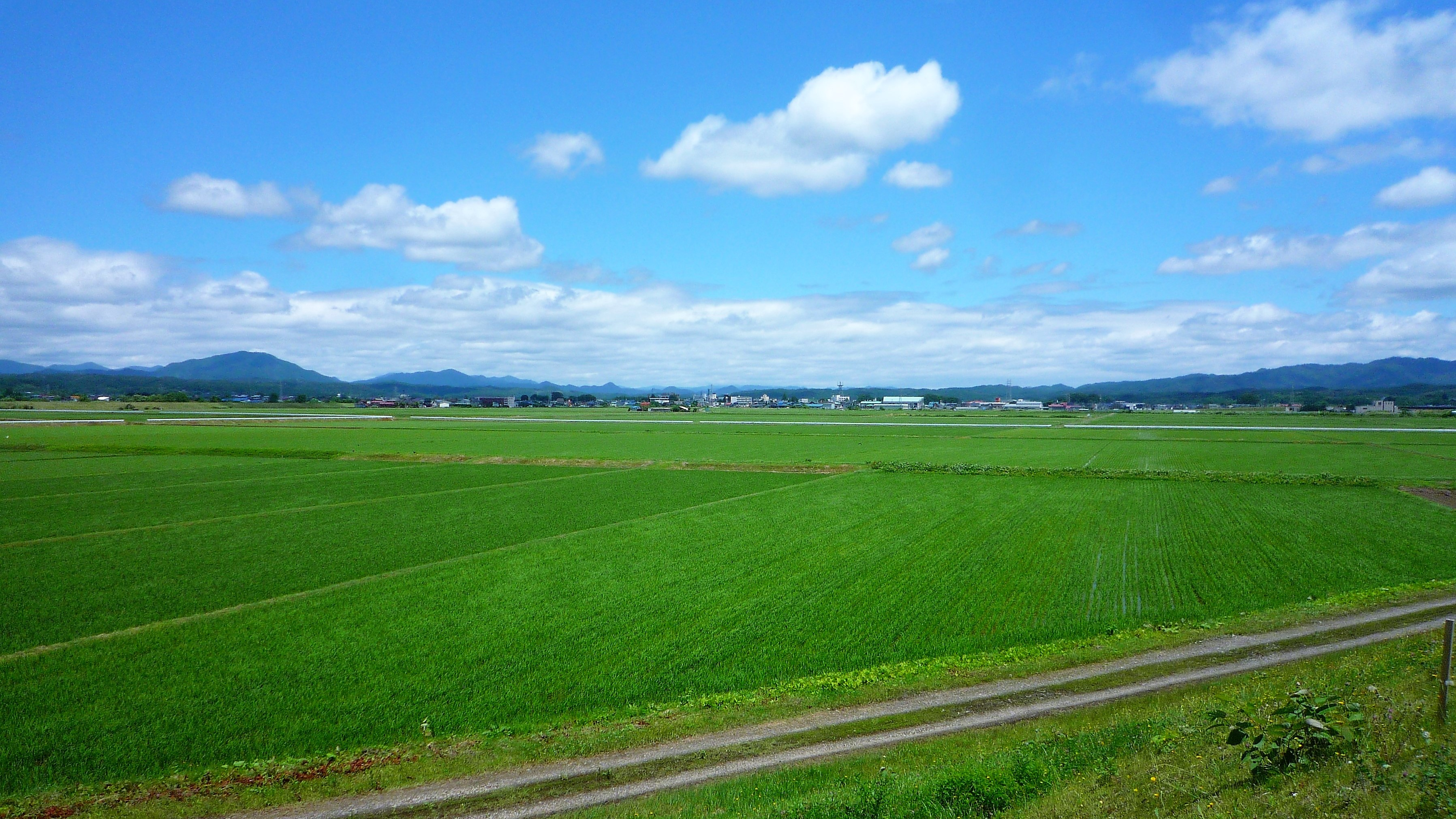
鷹巣盆地の田園風景

鷹巣町は、北秋田郡のほぼ中央に位置し、東は大館市と比内町、西は山本郡二ツ井町と藤里町、南は合川町と森吉町、北は田代町に隣接している。
町の総面積の75.9％は森林で、その約半分は国有林である。
河川は、鷹巣盆地を東から西に流れる米代川、南部山岳地帯から流れる、支流に小森川を持つ小猿部川や摩当川、町の北部から流れる、綴子川や前山川等があり、これらの河川に沿って、肥沃な耕地が開けている。
鷹ノ巣駅南側にアーケードのある駅前商店街と銀座通り商店街が延び、金融機関・医療機関・公共施設・国や県の出先機関が集積し、市街地を形成している。

### 河川
- 本川：米代川
- 一次支川：今泉川・蟹沢川・前山川・小猿部川・綴子川・摩当川・糠沢川

### 山岳
- 竜ヶ森
- 鞍山

### 隣接していた自治体
- 大館市
- 北秋田郡：比内町・森吉町・田代町・合川町
- 山本郡：二ツ井町・藤里町

## 気候
11月下旬から４月上旬までの約５か月間が降雪期間で、豪雪地帯に指定されている。
- 1909年（明治42年）1月12日 - 最低気温 零下26.5度を記録
- 1932年（昭和7年）7月25日 - 最高気温 38.9度を記録

## 鷹巣の命名由来伝説
むかし、この村に鷹の夫婦が住み着いていた。村人は土地の繁栄を意味するものだとして大事に見守っていた。ところがあるとき雌鷹が留守の間に雄鷹が荒鷲に食い殺されてしまった。悲しみにくれた雌鷹は巣にこもったまま卵を抱いて何日も何日も出て来なかった。なにか気配を感じた村人が近づいて見たところ思いがけない一羽の白鷹が生まれていた。村人は吉祥のしるしであるとして鷹匠に預けて育てさせ、成長したところでときの殿様に献上した。ところがある日鷹匠のわずかのすきに白鷹が姿を消してしまったので、司の人々が大騒ぎとなり人を出して探したが見つからなかった。ところがその翌日、白鷹が自分よりはるかに大きい荒鷹を捕らえて帰ってきた。後に親鷹の仇を討ったことがわかり殿様は大いに喜び、ただちに白鷹の生地を「鷹巣村」と命名されたという。

## 歴史
- 1681年（天和元年）御黒印御定書（ごこくいんおさだめがき）が藩から交付され、鷹巣村の独立が正式に承認される[2]。
- 1878年（明治11年）12月23日：郡区町村編制法が秋田県で施行され、北秋田郡が発足し、郡役所が鷹巣村に置かれた。
- 1879年（明治12年）1月15日：郡役所開庁[3]。
- 1889年（明治22年）4月1日：町村制施行により、鷹巣村・綴子村・七座村・坊沢村・栄村・沢口村・七日市村が発足。
- 1900年（明治33年）
  - 6月5日：鷹巣村が町制施行し、鷹巣町が発足。 初代町長 成田元俊 就任。（人口 1,977人）
  - 10月7日：官設鉄道である奥羽北線（現在の奥羽本線）鷹ノ巣駅が開業。
- 1947年（昭和22年）8月12日 - 昭和天皇が町内を巡幸（昭和天皇の戦後巡幸）。鷹巣農林学校、引揚者・戦災者住宅、鷹巣営林署貯木場を視察[4]。同年発生した水害の被災者らを慰問[5]。
- 1950年（昭和25年）6月1日：鷹巣で大火、負傷者242人、住家520戸、非住家149棟全焼のほか、地方事務所、警察署、郵便局を焼失。[6]損害額約12億円。
- 1951年（昭和26年) 3月1日：前山信号場が駅に昇格し前山駅開業。
- 1952年（昭和27年）6月20日：鷹巣中央公園が観光秋田三十景に入選。
- 1955年（昭和30年）
  - 4月1日：鷹巣町・栄村・坊沢村・沢口村・七座村が合併し、新鷹巣町が発足。（人口 20,116人）
  - 10月1日：旧七座村の一部（小繋、麻生、下田平地区）が山本郡二ツ井町に編入。
- 1956年（昭和31年）
  - 9月30日：綴子村・七日市村が鷹巣町に編入。
  - 12月3日：国鉄の駅として糠沢駅開業。
- 1957年（昭和32年）4月1日：鷹巣気象通報所が観測業務開始。
- 1958年（昭和33年）4月1日：鷹巣小学校の児童数1,595人となる。
- 1960年（昭和35年）4月1日：鷹巣中学校の統合完了し、生徒数1,572人の大規模校になる。
- 1985年（昭和60年）6月2日：第1回ふるさと踊りともちっこ祭りを開催。
- 1989年（平成元年）10月8日：第1回北緯40°秋田内陸リゾートカップ100キロチャレンジマラソン開催。
- 1998年（平成10年）7月1日：大館能代空港が開港。
- 2005年（平成17年）3月22日：北秋田市発足により廃止。

## 行政
- 鷹巣町役場
  - 鷹巣町花園町19-1

- 鷹巣社会保険事務所
- 大館公共職業安定所 鷹巣出張所
- 能代河川国道事務所 鷹巣出張所
- 仙台航空測候所 大館能代航空気象観測所

- 秋田県北秋田地域振興局
- 北教育事務所
- 北部家畜保健衛生所
- 大館能代空港管理事務所

## 交流都市
- ホークスサミットのメンバー
  - 北海道上川郡鷹栖町
  - 山形県西置賜郡白鷹町
  - 東京都三鷹市
  - 長崎県北松浦郡鷹島町（現・松浦市）

## 地域

### 人口
| 新鷹巣町   | 2004年（平成16年）1月31日現在 |
| ---------- | ----------------------------- |
| 人口（人） | 21,379                        |
| 世帯数     | 7,648                         |
| 人口密度   | 65.59人/km2                   |

合併前の人口
| 町 村    | 1888年（明治21年） | 1950年（昭和25年） |
| -------- | ------------------ | ------------------ |
| 旧鷹巣町 | 1,522              | 7,861              |
| 綴子村   | 3,093              | 4,754              |
| 七日市村 | 2,195              | 3,948              |
| 七座村   | 1,645              | 3,476              |
| 沢口村   | 2,014              | 3,431              |
| 坊沢村   | 1,584              | 2,577              |
| 栄村     | 1,310              | 1,909              |
| 合計     | 13,363             | 27,956             |

### 住居表示
鷹巣町では、旧町の中心部で、北新町・学校通りなどの通称名が28、東鷹巣・北家後などの字区域名が18あり、これを整理して11の町割りとし、1981年（昭和56年）10月1日に住居表示に関する法律に基いて住居表示が実施された。
2015年の世帯数と人口
| 町名   | 町名の読み     | 街区数 | 世帯数 | 人口  |
| ------ | -------------- | ------ | ------ | ----- |
| 元町   | もとまち       | 13     | 188    | 418   |
| 大町   | おおまち       | 8      | 125    | 282   |
| 米代町 | よねしろちょう | 5      | 73     | 192   |
| 住吉町 | すみよしちょう | 12     | 163    | 397   |
| 松葉町 | まつばちょう   | 13     | 164    | 389   |
| 材木町 | ざいもくちょう | 15     | 159    | 369   |
| 花園町 | はなぞのちょう | 20     | 117    | 287   |
| 東横町 | ひがしよこまち | 12     | 127    | 291   |
| 宮前町 | みやまえちょう | 11     | 176    | 352   |
| 旭町   | あさひちょう   | 14     | 184    | 410   |
| 伊勢町 | いせちょう     | 20     | 144    | 392   |
| 計     |                | 143    | 1,620  | 3,761 |

住居表示が実施される前に旧町に存在した町名（通称名）
- 住居表示実施

三吉町・太平町・元新町・北新町・桜木町・仲町・大町・西横町・福住町・松葉町・新松葉町・末広町・西住吉町・東住吉町・栄町・有楽町・材木町・西仲通り・東仲通り・花園町・米代町・学校通り・新旭町・西旭町・東旭町・旭町・東横町・伊勢町
- 住居表示未実施

幸町・舟見町・新舟見町・南鷹巣

### 施設

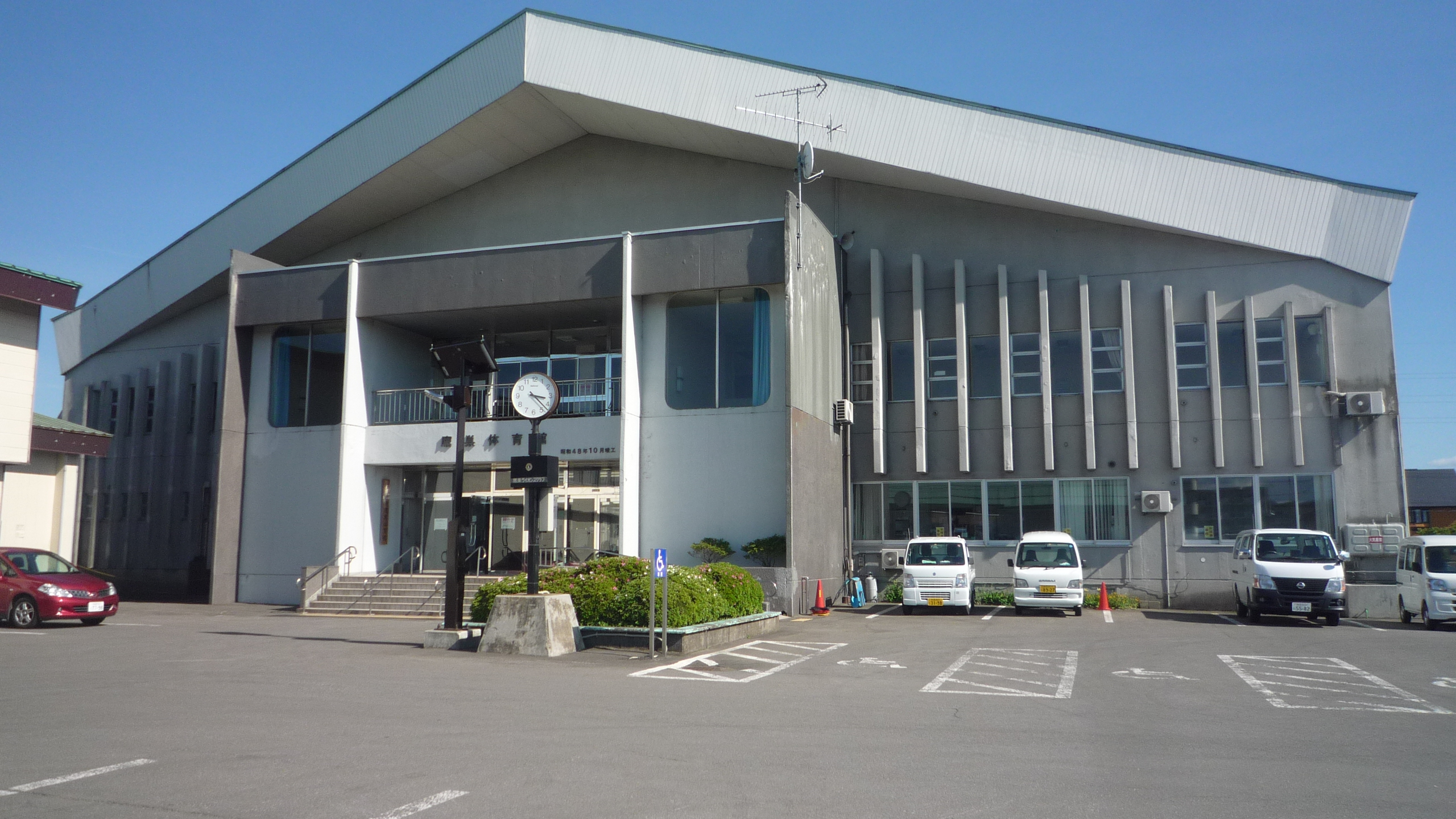
鷹巣体育館

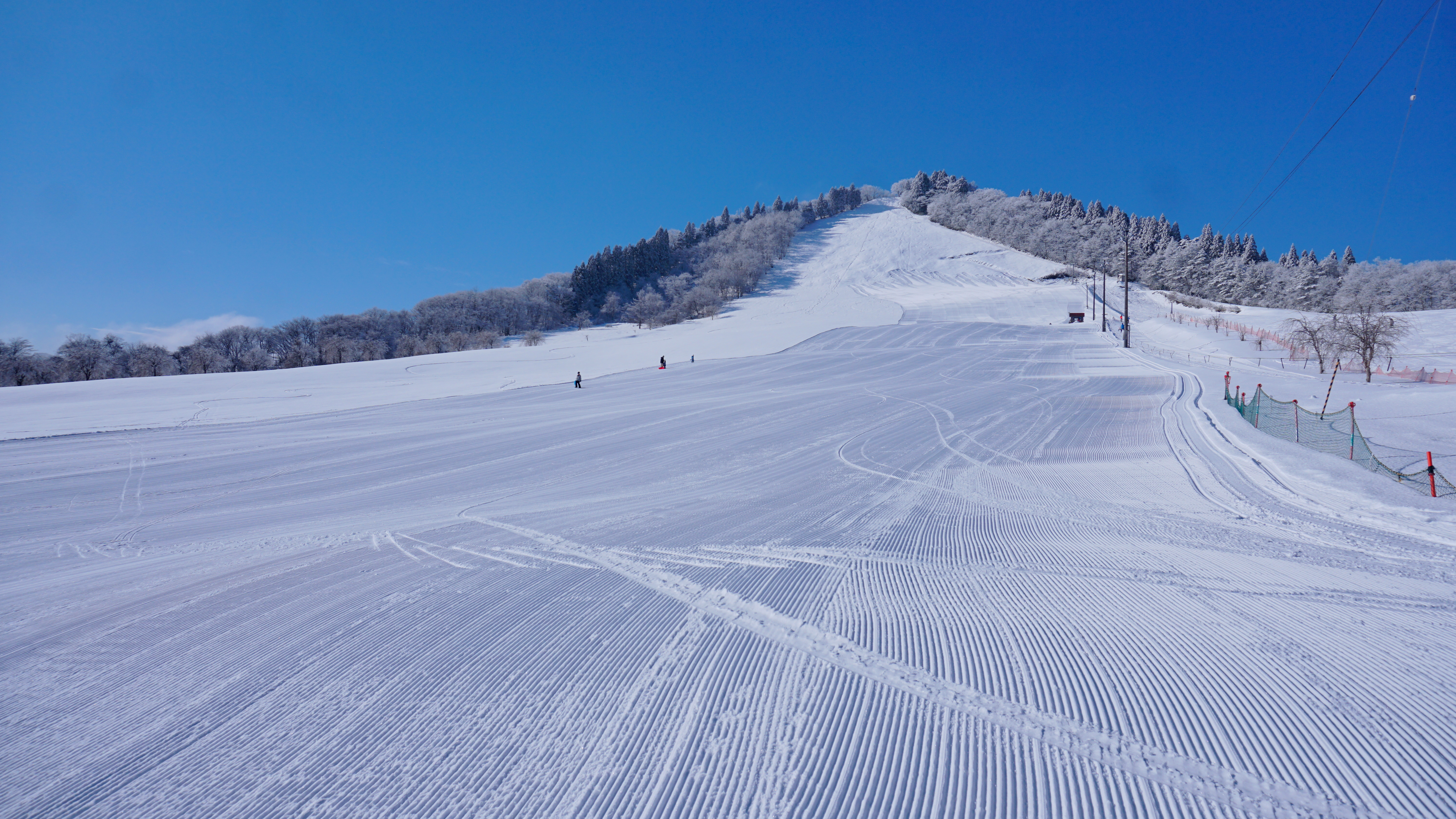
薬師山スキー場

文化施設・文化財収蔵庫
- 文化会館（ファルコン）
- みちのく子供風土記館
- 胡桃館遺跡埋蔵資料館

公民館・集会施設
- 鷹巣阿仁広域交流センター
- 鷹巣中央公民館
- 綴子公民館
- 七座公民館
- 坊沢公民館
- 栄公民館
- 沢口公民館
- 七日市公民館

スポーツ・体育施設
- 鷹巣体育館
- 北健康増進センター
- 鷹巣陸上競技場
- 鷹巣中央公園野球場
- 鷹巣北野球場
- 米代川河川緑地広場
  - 野球場
  - ソフトボール場
- 薬師山スキー場

- 中央公園テニスコート
- 浄運寺テニスコート

### 教育

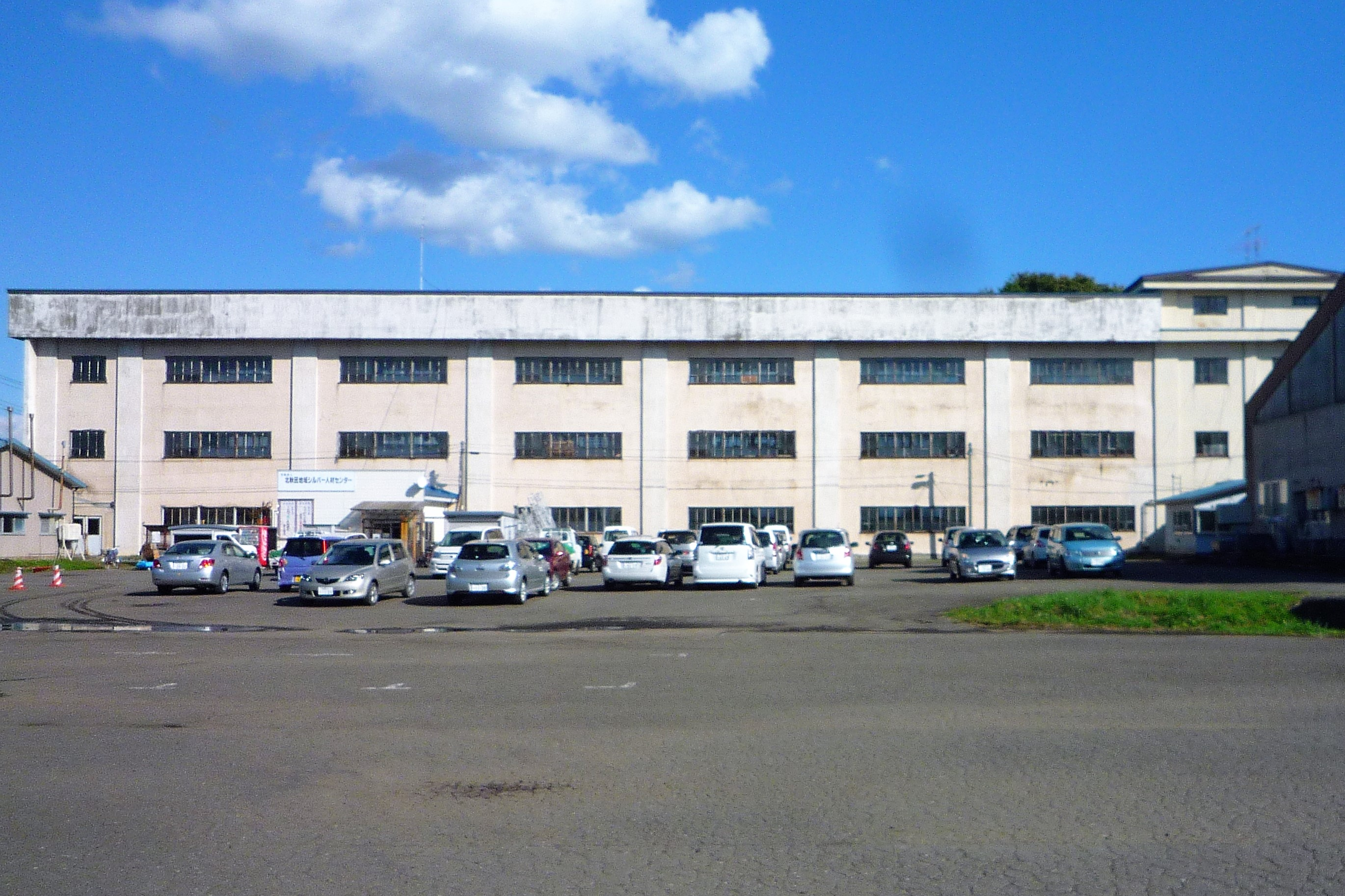
旧鷹巣町立鷹巣小学校高学年棟

- 高等学校
  - 秋田県立鷹巣高等学校
  - 秋田県立鷹巣農林高等学校

- 中学校
  - 鷹巣町立鷹巣中学校
  - 鷹巣町立鷹巣南中学校

- 小学校
  - 鷹巣町立鷹巣小学校
  - 鷹巣町立綴子小学校
  - 鷹巣町立鷹巣西小学校
  - 鷹巣町立鷹巣東小学校
  - 鷹巣町立鷹巣中央小学校
  - 鷹巣町立鷹巣南小学校
  - 鷹巣町立竜森小学校

- 廃校になった小中学校・高等学校

- その他
  - 鷹巣技術専門校
  - 鷹巣女子学院
  - 寺田服装専門学校

### 消防
- 鷹巣阿仁広域消防本部

### 警察
- 秋田県警察鷹巣警察署
  - 綴子駐在所
  - 鷹巣西駐在所
  - 鷹巣南駐在所
  - 大館能代空港警備派出所

### 郵便
郵便局
- 鷹巣郵便局 - 集配局・ゆうゆう窓口設置局
- 七日市郵便局 - 集配局
- 綴子郵便局
- 七座郵便局
- 坊沢郵便局
- 太田簡易郵便局
- 新田中簡易郵便局
- 南鷹巣簡易郵便局
- 沢口簡易郵便局
- 竜森簡易郵便局

郵便番号
- 018-3301 綴子 ツヅレコ
- 018-3302 栄 サカエ
- 018-3311 材木町 ザイモクチョウ
- 018-3312 花園町 ハナゾノチョウ
- 018-3313 旭町 アサヒチョウ
- 018-3314 伊勢町 イセチョウ
- 018-3315 宮前町 ミヤマエチョウ
- 018-3316 東横町 ヒガシヨコマチ
- 018-3321 松葉町 マツバチョウ
- 018-3322 住吉町 スミヨシチョウ
- 018-3323 米代町 ヨネシロチョウ
- 018-3324 大町 オオマチ
- 018-3325 元町 モトマチ
- 018-3331 鷹巣（その他）(ソノタ)
- 018-3332 鷹巣（平崎上岱）(ヒラサキカミタイ)
- 018-3333 坊沢 ボウザワ
- 018-3341 黒沢 クロサワ
- 018-3342 前山 マエヤマ
- 018-3343 今泉 イマイズ
- 018-3451 小森 コモリ
- 018-3452 七日市 ナヌカイチ
- 018-3453 中屋敷 ナカヤシキ
- 018-3454 脇神 ワキガミ

### 通信
- 市外局番[0186]：鷹巣MA （鷹巣町・合川町・森吉町・阿仁町・上小阿仁村）
- 市内局番：60〜89を使用
  - 鷹巣 (62)(63)
  - 七日市 (66)
  - 七座 (67)

### 金融
（統一金融機関コード・支店コード順）
- 秋田銀行（指定金融機関） 鷹巣支店
- 北都銀行 鷹巣支店
- 秋田県信用組合 鷹巣支店
- 東北労働金庫 鷹巣支店
- 鷹巣町農業協同組合 本所

## 交通

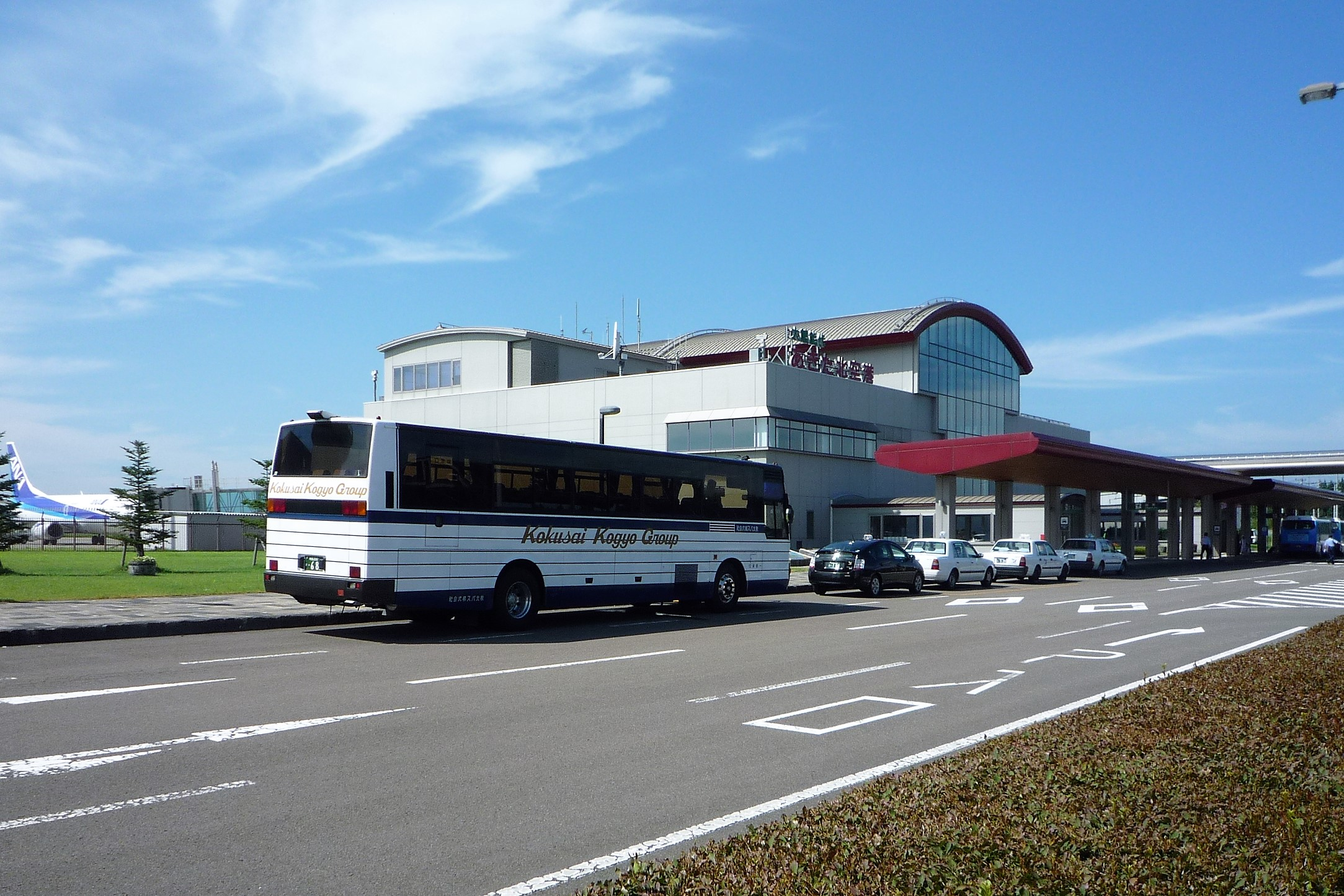
大館能代空港

奥羽本線と国道7号が東西に、秋田内陸線と国道105号、285号が南北にあり、大館能代空港より東京便が運航している。

### 空港
- 大館能代空港

### 鉄道
- 東日本旅客鉄道 奥羽本線
  - 前山駅 - 鷹ノ巣駅 - 糠沢駅

- 秋田内陸縦貫鉄道 秋田内陸線
  - 鷹巣駅 - 西鷹巣駅 - 小ヶ田駅

### バス
- 路線バス（秋北バス）- 鷹巣営業所
- リムジンバス（秋北タクシー）- 大館能代空港

### タクシー
- たかのすタクシー
- 丸宮タクシー
- ひかりタクシー
- 北鹿観光ハイヤー

### 道路

#### 一般国道
- 国道7号 - 道の駅たかのす
- 国道105号
- 国道285号

#### 主要地方道
- 秋田県道24号鷹巣川井堂川線

#### 一般県道
- 秋田県道102号大館鷹巣線
- 秋田県道196号坊沢鷹巣線
- 秋田県道197号木戸石鷹巣線
- 秋田県道198号揚の下岩脇線
- 秋田県道200号矢坂糠沢線
- 秋田県道324号あきた北空港東線
- 秋田県道325号あきた北空港西線

## 名所・旧跡・観光スポット・祭事・催事

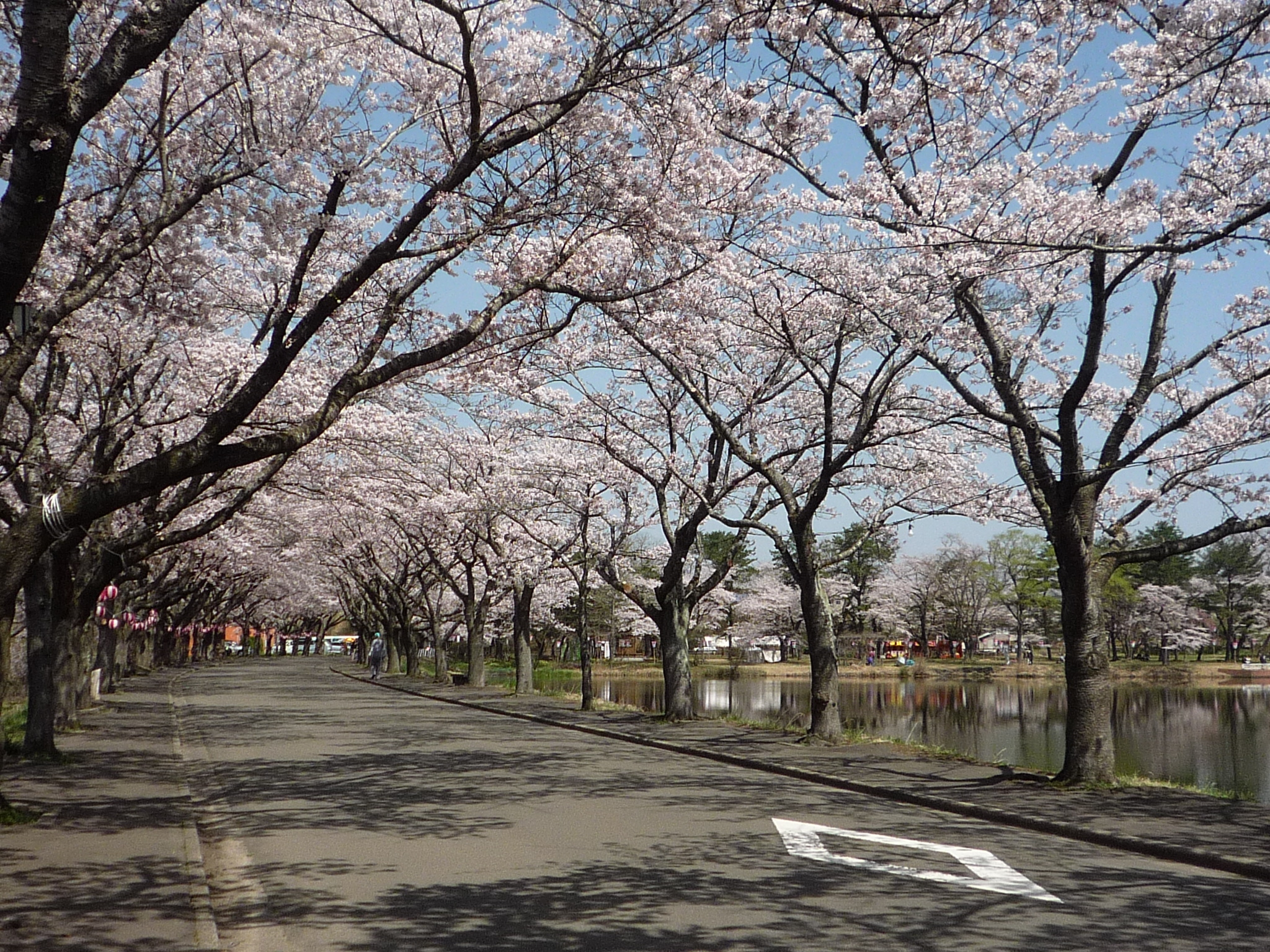
鷹巣中央公園チェリーロード

### 観光・公園・名所
- 鞍山風穴
- 今泉大堤（県緑地環境保全地域）
- 大太鼓の館
- 鷹巣中央公園 - 新観光秋田30景
- 慶祝森林自然公園
- 竜ヶ森キャンプ場
- 長寿温泉（日帰）
- 湯ノ岱温泉（日帰）

### 祭事・催事
- 元旦マラソン（鷹巣町役場前発着）
- 大太鼓たたき初め（大太鼓の館）1月2日

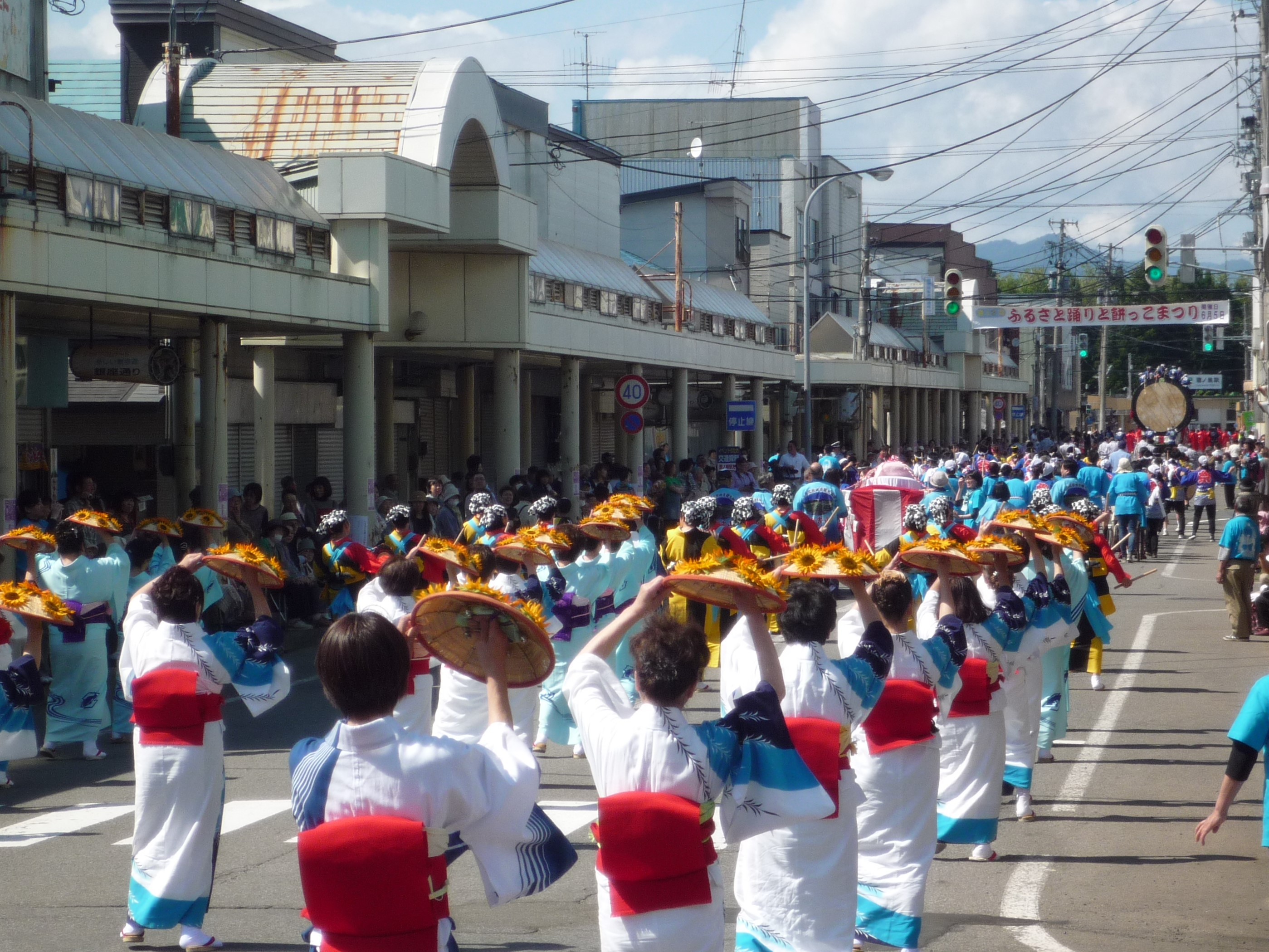
ふるさと踊りと餅っこまつり

- 鷹巣もちっこ市（大太鼓の館駐車場）2月第2土曜日・日曜日
- 大館能代空港かまくらんど（大館能代空港）2月上旬
- 河田杯マラソン・大館北秋田ロードレース大会（鷹巣町役場前発着）4月中旬
- 鷹巣中央公園さくらまつり（鷹巣中央公園）4月下旬 - 5月上旬
- ふるさと踊りともちっこまつり（鷹巣駅前通り、鷹巣銀座通り）6月第1日曜日
- 米代川花火大会（米代川河川敷公園）7月上旬
- 八幡宮綴子神社例大祭（綴子神社）7月14・15日：綴子神社700年以上の歴史があり、ギネスブックに登録された約4mの太鼓を用い、「大太鼓の里」として知られる。
- 鷹巣神社例大祭（鷹巣神社）7月24・25日
- 町民盆踊り大会（鷹巣銀座通り）8月14・15日
- 北緯40°秋田内陸リゾートカップ100キロチャレンジマラソン（角館 - 鷹巣）9月下旬

### 伝統行事
- 雪田植え（雪中田植え）
- 厄払い（年祝い）
- 火ぶりかまくら（火祭りかまくら）

### 文化財
- 国指定
  - 伊勢堂岱遺跡
- 秋田県指定
  - 内館文庫
  - 大堤一里塚
  - 木造阿弥陀如来坐像
- 鷹巣町指定
  - 胡桃館遺跡
  - 鷹巣神社大欅二本
  - 延命地蔵菩薩立像
  - 綴子肝煎屋敷・本陣跡
  - 明治天皇鷹巣行在所跡
  - 首切り塚と五義民地蔵
  - 般若院英泉孔雀明王経出版記念碑

### 民俗芸能
- 綴子大太鼓 [9] - 国の選択無形民俗文化財
- 鷹巣盆踊り[10]
- 太田番楽[11]
- 今泉駒踊り[12]
- 上舟木駒踊り[13]
- 七日市奴踊り
- 坊沢獅子踊り[14]
- 前山郷土芸能[15]

## 出身の人物
- 成田直衛[16]（帝国議会衆議院議員・秋田県議会初代議長）
- 高橋本吉（帝国議会衆議院議員）
- 高橋正太郎（外交官）
- 高橋晋平（クリエイター・実業家）
- 河田与惣左衛門（貴族院多額納税者議員）
- 神成文吉（軍人）
- 宮野尹賢[17]（宗教家・教育者）
- 般若院英泉（宗教家・教育者）
- 長崎七左衛門（江戸時代の老農）
- 白川志賀右衛門（江戸時代の大関。横綱は存在しない時代なのでその当時の最高位）
- 渡辺喜恵子（直木賞作家）
- 桜庭亮平（アナウンサー）
- 斉藤京子（民謡）
- 吾羽七朗（俳優）
- 琴糸路（俳優）
- 相馬剛三（俳優）
- 村井健（演劇評論家）
- 中嶋聡（プロ野球選手・オリックス・バファローズ監督）
- 長崎秀哉（キックボクサー）